# Oliver Weder

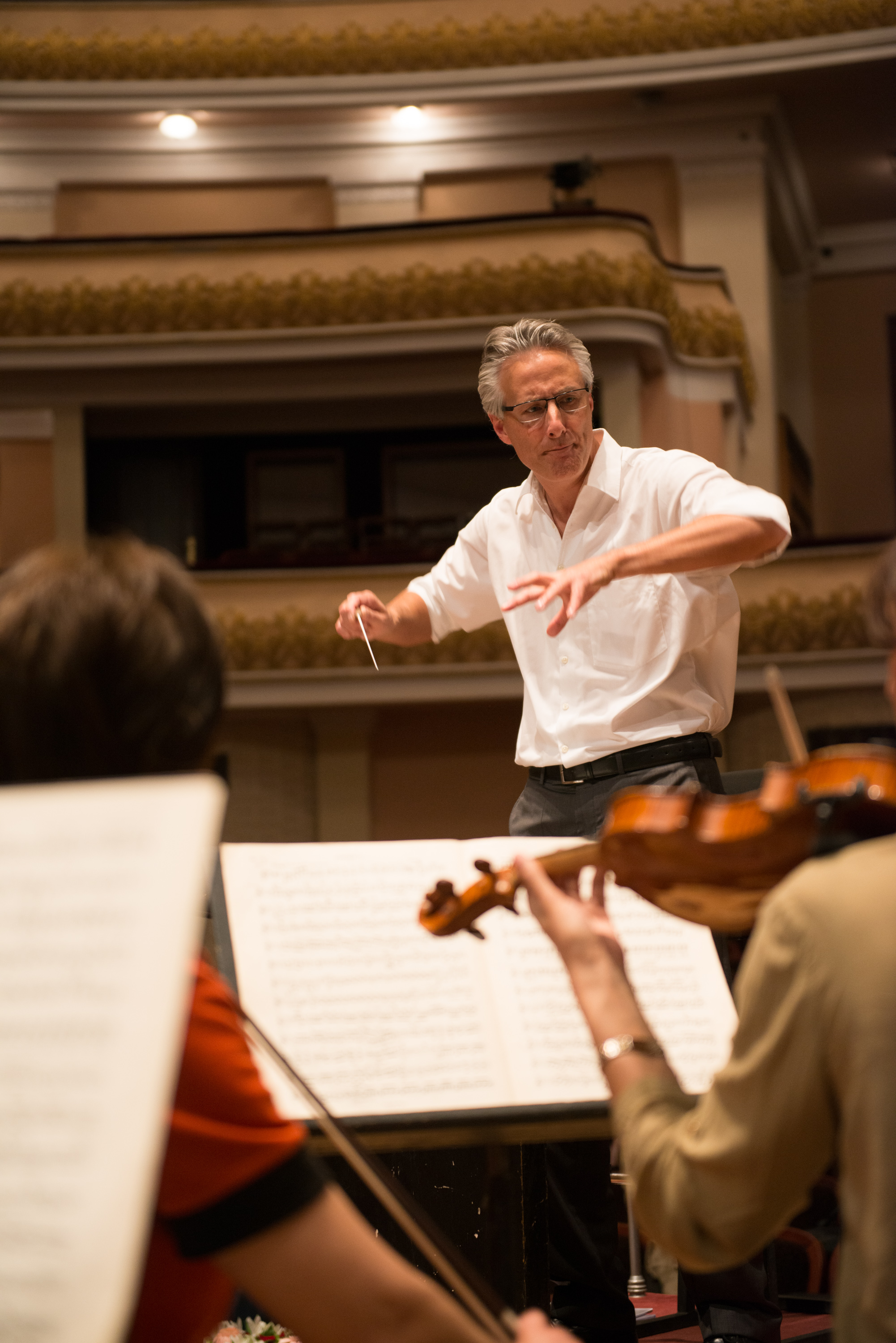
Weder mit dem Armenian National Philharmonic Orchestra

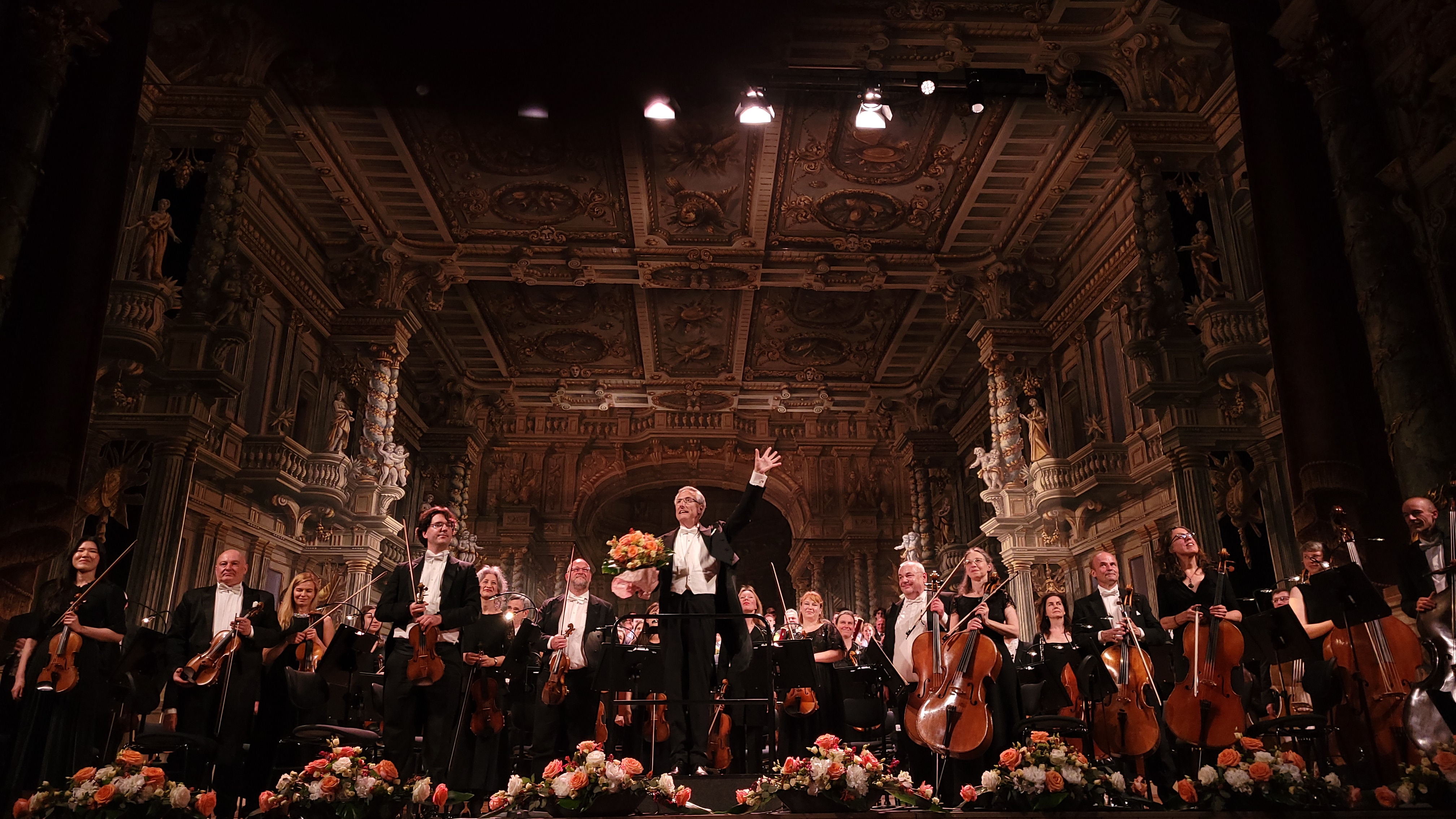
Im Markgräfliches Opernhaus Bayreuth mit Beethoven 9

Oliver Weder (* 1963 in Frankfurt am Main) ist ein deutscher Dirigent.

## Leben
Oliver Weder studierte Dirigieren an der Hochschule für Musik und Darstellende Kunst Frankfurt am Main bei Jiří Stárek, Bernhard Kontarsky und Rolf Reinhardt. Studienbegleitend arbeitete Weder insgesamt acht Jahre lang als Musikkritiker für das Feuilleton der Frankfurter Rundschau. 1992 ging er als erster westdeutscher Stipendiat an das Sankt Petersburger Konservatorium für ein Postgraduiertenstudium bei Ilja Musin und Vladislav Tschernuschenko.
Ein erstes Engagement führte Weder für zwei Jahre als 1. Kapellmeister an das Staatliche Opern- und Balletttheater Perm. (U.a. Erstaufführung von Richard Wagners Der Fliegende Holländer in russischer Sprache). 1994 holte Valery Gergijew den jungen Kapellmeister als Assistenten für das deutsche Repertoire an das Mariinski-Theater St. Petersburg. Zeitgleich wirkte Weder von 1994 bis 1997 als Chefdirigent und Dozent am Rimski-Korsakow-Theater des St. Petersburger Konservatoriums.
Nominierung für den Theaterpreis der Stadt St. Petersburg für eine Produktion von W.A.Mozarts „Cosi fan tutte“, Assistenzen für Mariss Jansons (La Bohème – St. Petersburg) und Hartmut Haenchen (Richard Wagners „Die Meistersinger von Nürnberg“ an der Oper Amsterdam und Mahlers 8. Symphonie am Concertgebouw).
Opernproduktionen für das Savonlinna-Opernfestspiele/Finnland und Südkorea.
Seit 1997 ist Weder Chefdirigent, seit 2023 Generalmusikdirektor der Thüringer Symphoniker Saalfeld-Rudolstadt und des Musiktheaters am Theater Rudolstadt.
Gastdirigate führten ihn zu über 50 Orchestern weltweit, u. a. zu den Hamburger Symphonikern, an das Nationaltheater Weimar, die Südwestdeutsche Philharmonie Konstanz, zum Württembergischen Kammerorchester Heilbronn, an die Theater Trier, Magdeburg und Mainz, nach Mailand, Lissabon, San José (Kalifornien), Mexiko, Südkorea, zur Israel Camerata Jerusalem, zum Staatsorchester Athen und zur Glinka Capella St. Petersburg. 2022 gastierte er mit den Thüringer Symphonikern im Markgräflichen Opernhaus Bayreuth mit Beethovens 9. Symphonie anlässlich des 150. Jubiläums der Grundsteinlegung des Festspielhauses. 
Ehrenamtlich ist Oliver Weder als Kreistagsvorsitzender und Vorsitzender im Ausschuss für Kultur und Bildung im Landkreis Saalfeld-Rudolstadt sowie als Stadtrat in Rudolstadt tätig. Als Kuratoriumsvorsitzender der Bürgerstiftung Landkreis Saalfeld-Rudolstadt engagiert er sich für mildtätige Zwecke in der Region. 

## Diskographie

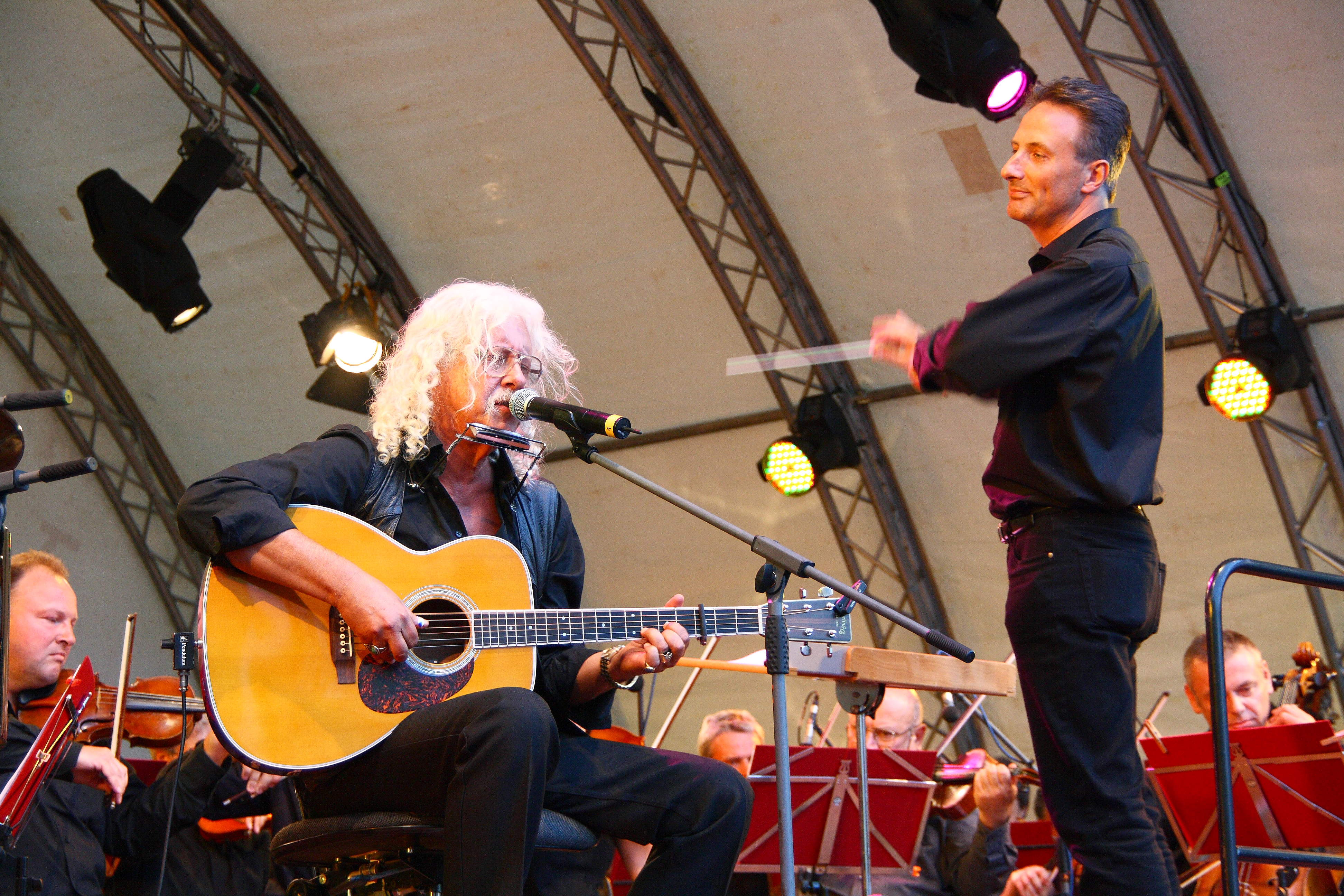
Weder mit Arlo Guthrie beim TFF Rudolstadt 2010

- Weder mit Arlo Guthrie beim TFF Rudolstadt 2010Rudolstädter Musik der Goethezeit: Traugott Maximilian Eberwein: „Das Leben, ein Traum“. Ouvertüre und Entreactes, CD Amu (Klassik Center Kassel) 2002
- Weimarer Klassik 4: Carl Adalbert Eberwein: J.W.Goethe „Faust“. Schauspielmusik (Entreactes und Gesänge) CD Amu 2003
- Karl Ditters von Dittersdorf: Klavierkonzerte A-Dur und B-Dur. Christiane Klonz, Thüringer Symphoniker Saalfeld-Rudolstadt. CD claXL 2009
- Eduard Lassen: Schauspielmusik zu Goethes "Faust. Der Tragödie erster Teil". Harms 2016

| Personendaten    | Personendaten      |
| ---------------- | ------------------ |
| NAME             | Weder, Oliver      |
| KURZBESCHREIBUNG | deutscher Dirigent |
| GEBURTSDATUM     | 1963               |
| GEBURTSORT       | Frankfurt am Main  |